# كفر طحا
كفر طحا إحدى قرى مركز شبين القناطر التابع لمحافظة القليوبية بجمهورية مصر العربية.

## السكان
بلغ عدد سكان كفر طحا 20,377 نسمة، حسب الإحصاء الرسمي لعام 2006.